# 춘추번로
《춘추번로》(春秋繁露)는 전한 중기의 유학자 동중서의 저서로 전해지는 책이다. 
춘추 시대의 노나라의 연대기 《춘추(春秋)》의 기술 속에 공자가 은연중 불어 넣은 역사 비판의 정신을 밝히려 하는 것이 공양학(公羊學)인데, 《춘추공양전》이 그 근거가 된다. 《춘추번로》는 《공양전》에 기준하였고, 때로는 그것을 넘어서 동중서가 그 당시 한 왕조의 정치체제에 철학적 근거를 확립하려 했던 책이다. 번로(繁露)라는 명칭은 《한서》 〈동중서전(董仲舒傳)〉에 그 저서의 1편의 이름으로서만 게재되어 있다. 또 같은 책 〈예문지(藝文志)〉에도 그의 저서로서는, 지금은 전해지지 않는 《공양동중서치옥십륙편(公羊董仲舒治獄十六篇)》, 《춘추결옥이백삼십사(春秋決獄二百三十事)》만이 게재되어 있을 뿐이다. 그런 점에서 현재의 《춘추번로》 17권 82편(그 중 3편은 없음)은 전부가 동중서의 것은 아닐 것이라고 의심하는 설도 있다. 

## 이론
《춘추번로》에 보이는 동중서의 특징적인 이론은 다음과 같다. 
1. 현(賢)과 불초(不肖), 덕(德)과 형(刑), 경(經)과 권(權) 등의 가치의 상하를 절대화하는데, 양(陽)은 귀하고 음(陰)은 천하다고 하는 음양설(陰陽說)을 강조한다.
2. 왕의 독존성을 논술할 경우에 천(天)·지(地)·인(人)의 3(三)을 '一', 즉 도(道)로 관통한 것이라고 하는 것 따위의 억지 문자학을 사용하였다. 또 왕은 황(皇)·방(方)·광(匡)·황(黃)·왕(往)과 통하여 천하가 귀왕(歸往)하는 것이라고 설명한다. 이것은 후한의 문자학자 허신(許愼)의 《설문해자(說文解字)》에도 채용되어 있다.
3. 《춘추》의 권위를 숭상하여 춘추는 바로 공자가 한 왕조를 위하여 미리 법을 제정해 준 ‘대의미언(大義微言)’이라 주장한다. 이 점이 후한의 공양학자(公羊學者) 하휴(何休)에 의하여 삼세이사설·이내외설(異內外說) 등으로 정비되면서 공양학은 더욱 발전되어 간다.
4. 백·적·흑의 삼통순환설(三統循環說)에 의하여 왕조의 혁명과, 그것에 수반하는 역법(曆法)과 복색(服色)의 개정을 합리화한다. 그러나 일면 5행설(五行說)에 기본하여 ‘토(土)’를 5행의 중추로 삼고 한 왕조를 그것에 해당시키고 있다.
5. 천자를 정점으로 하는 3공(三公)·9경(九卿)·27대부(二十七大夫)·81사(八十一士)를 ‘천지수(天之數)’에 합치한다고 하는 천인상응설(天人相應說)과, 천(天)의 견책(譴責)은 우선 ‘재(災)’로 나타나고, 이어 하늘의 ‘이(異)’가 내린다고 하는 재이설(災異說) 등으로 천위(天威)를 강조한다. 동중서, 하휴 등이 전개한 한대의 공양학은 그 후 크게 떨치지 못하였으나, 19세기 청조 후기의 중국의 위기에 즈음하여 부활되었고, 《춘추번로》의 주석도 수종류 나왔다. 그 중에서 소여(蘇輿)의 《춘추번로의증(春秋繁露義證)》은 공양가(公羊家)에 편벽되지 않은 입장에서 쓰였다.